# Клан Эберкромби
Эберкромби — один из кланов равнинной части Шотландии.

## История клана
Эберкромби владели землями одноимённого церковного прихода в Файфе. Самое раннее упоминание клана в исторических источниках относится к 1296 году, когда Вильгельм де Эберкромби в числе других шотландских дворян подписал Рагманский свиток, присягнув таким образом на верность королю Англии Эдуарду Длинноногому.
Его второй сын при Роберте Брюсе получил земли Петметан (Питмеддан) в Абердиншире. Это семейство владело землями в Эберкромби и Болкормо в Файфе, а примерно в 1443 году приобрело поместье Мертли в Пертшире. Примерно в 1518 году поместье Болкормо через брак отошло к Арнотам, а Мертли в 1620 году было продано Стюартам из Грандтулли.
На протяжении веков члены клана принимали активное участие в религиозных распрях. Это семейство было сторонниками католической церкви: один из Эберкромби был аббатом Сконе. В 1362 году епископ Абердина даровал Александру Эберкромби земли Банфа. Роберт Эберкромби (1534—1613) состоял в монашеском ордене иезуитов и активно выступал против преобразования церкви в эпоху Реформации. Так, например, ему удалось склонить королеву Анну Датскую, жену Якова VI, перейти в католичество (это произошло незадолго до её смерти). Тем самым Роберт Эберкромби фактически приговорил себя к изгнанию из страны, так как после сражения при Гленливете в 1594 году его объявили в розыск и назначили за поимку значительную награду. Это было только начало упадка основного семейства Эберкромби. Упадок ветви Эберкромби из Файфа был ускорен после осуждения Томаса Эберкромби за убийство в 1626 году, и пока он находился в изгнании в Ирландии, его земли перешли к Гиббонсам, родственникам жены. Основной род вымер в середине XVII века и старшинство в семействе перешло к Эберкромби из Биркенбога (Банфшир).
Другие ветви семейства Эберкромби поселились в 1456 году в Троске (Стерлингшир), в 1558 году в Гоерди (около Данди) и в 1604 году в Западном Лотиане. Но самый непокорный род обосновался в Пителпи (Сконе, Пертшир) и часто упоминался в документах XVI века как «мятежный». Традиция связывает любопытную практику похорон среди Эберкромби из Эберкромби. После смерти лэрда череп его предшественника вынимался из могилы и помещался в нише в церкви, где к XVIII веку по общему мнению находилось уже 19 черепов. В отличие от их родственников, владения ветви Питмеддан постепенно увеличивались, и кроме новых владений в Феттернере, Глассоге и в других местах, Александр Эберкромби, 12-й лэрд Питмеддан, занимал должность Главного сокольничего Шотландии при королях Якове VI и Карле I. Его старший сын Александр в 1636 году стал 1-м баронетом Биркенбог (баронетом Новой Шотландии), но впоследствии стал преданным сторонником ковенантского движения, выступавшего против политики короля Карла I в отношении пресвитерианской церкви. После сражения при Олдерне в 1645 году маркиз Монтроз, чтобы наказать Эберкромби, расквартировал часть своих войск в Биркенбоге.
Другой Эберкромби, Дэвид, был, напротив, иезуитом и, вернувшись после обучения за границей в Шотландию, намеревался поддержать реформацию протестантской церкви. Однако вышло так, что он наоборот обратился в протестантизм и в 1682 году опубликовал антипапский трактат под названием Protestancy Proved Safer Than Popery. Патрик Эберкромби, в 1685 году закончивший Сент-Эндрюсский университет, был выдающимся врачом и личным лекарем короля Якова VII.
Некоторые Эберкромби появляются в рядах шотландских гвардейцев во Франции под именем «Абр Коммир».

## Баронеты Эберкромби
20 февраля 1636 года Александр Эберкромби получил наследственный титул баронета Новой Шотландии.
- Александр Эберкромби, 1-й баронет (1636—1670)
- Джеймс Эберкромби, 2-й баронет (1670—1734)
- Роберт Эберкромби, 3-й баронет (1734—1787)
- Джордж Эберкромби, 4-й баронет (1787—1831)
- Роберт Эберкромби, 5-й баронет (1831—1855)
- Джордж Сэмюэль Эберкромби, 6-й баронет (1855—1872)
- Роберт Джон Эберкромби, 7-й баронет (1872—1895)
- Джордж Уильям Эберкромби, 8-й баронет (1895—1964)
- Роберт Александр Эберкромби, 9-й баронет (1964—1972)
- Иэн Джордж Эберкромби, 10-й баронет (c 1972)

## Знаменитые члены клана
- Генерал-лейтенант сэр Ральф Эберкромби (1734—1801), потомок линии Биркенбог, родился в Менстри, рядом с Туллибоди. Он участвовал в Семилетней войне, член Парламента от Клакманнаншира. В 1798 году принимал участие походе на Абукер и в Нильской битве и погиб в бою, лично ведя свои войска на французов при Александрии. В качестве награды за проявленную им храбрость его жена получила титул баронессы Эберкромби из Абукера и Туллибоди.[2]